# جیمز پوزی
جیمز پوزی (انگلیسی: James Posey؛ زادهٔ ۱۳ ژانویهٔ ۱۹۷۷) بازیکن بسکتبال اهل ایالات متحده آمریکا است.
از باشگاه‌هایی که در آن بازی کرده‌است می‌توان به ممفیس گریزلیز، نیو اورلینز پلیکانز، ایندیانا پیسرز، میامی هیت، هیوستون راکتس، بوستون سلتیکس، و دنور ناگتس اشاره کرد.
وی در مسابقات کشوری و بین‌المللی در مجموع برندهٔ ۱ مدال طلا شده‌است.